# Axelle Dauwens
Axelle Dauwens (ur. 1 grudnia 1990 w Knokke) – belgijska lekkoatletka specjalizująca się w biegu na 400 metrów przez płotki.
W 2011 i 2013 bez awansu do finału startowała na letnich uniwersjadach. Uczestniczka mistrzostw świata w Moskwie (2013). W 2014 zajęła 7. miejsce podczas europejskiego czempionatu w Zurychu. Półfinalistka mistrzostw świata w Pekinie (2015).
Złota medalistka mistrzostw Belgii oraz reprezentantka kraju na drużynowych mistrzostwach Europy.
Rekord życiowy w biegu na 400 metrów przez płotki: 55,56 (5 września 2015, Bruksela).

## Osiągnięcia
| Rok  | Impreza                              | Miejsce        | Lokata     | Wynik |
| ---- | ------------------------------------ | -------------- | ---------- | ----- |
| 2011 | Uniwersjada                          | Shenzhen       | eliminacje | 59,61 |
| 2012 | Mistrzostwa Europy                   | Helsinki       | eliminacje | 57,19 |
| 2013 | I liga drużynowych mistrzostw Europy | Dublin         | 4. miejsce | 58,02 |
| 2013 | Uniwersjada                          | Kazań          | eliminacje | 57,53 |
| 2013 | Mistrzostwa świata                   | Moskwa         | eliminacje | 56,85 |
| 2014 | Mistrzostwa Europy                   | Zurych         | 7. miejsce | 56,29 |
| 2015 | I liga drużynowych mistrzostw Europy | Heraklion      | 2. miejsce | 56,44 |
| 2015 | Mistrzostwa świata                   | Pekin          | półfinał   | 55,82 |
| 2016 | Mistrzostwa Europy                   | Amsterdam      | półfinał   | 56,62 |
| 2016 | Igrzyska olimpijskie                 | Rio de Janeiro | eliminacje | 57,68 |